# カートランド空軍基地
カートランド空軍基地（カートランドくうぐんきち、英: Kirtland Air Force Base）は、アメリカ空軍の基地。ニューメキシコ州アルバカーキの南東に位置し、アルバカーキ国際空港に隣接している。この軍事施設は、カートランド空軍基地の主要組織である第377基地航空団の本拠地である。基地はアメリカ空軍資材軍団で3番目に大きい軍事施設で、総面積は51,558 エーカー (209 km²)、23,000名以上を雇用している。この内4,200名以上の現役兵、1,000名の空軍州兵、加えて3,200名の臨時予備役兵がいる。
基地横に原子力や核攻撃を展示している国立原子力博物館が所在している。
基地の東側にはサンディア国立研究所の研究施設の建屋が並んでいる。